# Pterartoria flavolimbata
Pterartoria flavolimbata är en spindelart som beskrevs av William Frederick Purcell 1903. Pterartoria flavolimbata ingår i släktet Pterartoria och familjen vargspindlar. Inga underarter finns listade i Catalogue of Life.